# Žeje (gmina Domžale)
Žeje – wieś w Słowenii, w gminie Domžale. W 2018 roku liczyła 254 mieszkańców.